# Amycolatopsis rifamycinica
Amycolatopsis rifamycinica — вид грам-позитивних бактерій роду Amycolatopsis. Ця бактерія продукує рифаміцинові антибіотики (наприклад, рифаміцин SV), які застосовуються у лікуванні мікобактеріальних захворювань, як-от туберкульоз та проказа. Amycolatopsis rifamycinica кілька разів перейменовувався. Коли цю бактерію вперше було виділено з французького зразка ґрунту в 1957 році, вона була ідентифікована як Streptomyces mediterranei. У 1969 році, цю бактерію було перейменовано на Nocardia mediterranei, тому що її клітинна стінка вважалася схожою на клітинну стінку видів роду Nocardia. Бактерія була перейменована в Amycolatopsis mediterranei в 1986 році після того, як було виявлено, що вона є не сприйнятливою до фагів Nocardia, а її клітинна стінка не містить миколеву кислоту. Нарешті, у 2004 році за результатами секвенування 16S рРНК ця бактерія була перейменована на Amycolatopsis rifamycinica.